# Вяткина (Свердловская область)
Вяткина — деревня в Ирбитском МО Свердловской области, Россия.

## География
Деревня Вяткина «Ирбитского муниципального образования» находится в 18 километрах (по автотрассе в 22 километрах) к востоку-юго-востоку от города Ирбит, на левом берегу реки Кирга (левого притока реки Ница).

## Население
| 2002 | 2010 | 2021 |
| ---- | ---- | ---- |
| 6    | ↘1   | ↗12  |